# Microcreagris formosana
Espèce
Synonymes
- Microcreagris granulata formosana Ellingsen, 1912

Microcreagris formosana est une espèce de pseudoscorpions de la famille des Neobisiidae.

## Distribution
Cette espèce se rencontre à  Taïwan et aux Philippines.

## Description
L'holotype mesure 2 mm.

## Systématique et taxinomie
Cette espèce a été décrite comme sous-espèce de Microcreagris granulata par Ellingsen en 1912. Elle est élevée a rang d'espèce par Kishida en 1928.

## Publication originale
- Ellingsen, « H. Sauter's Formosa-Ausbeute. Pseudoscorpions from Formosa. . », I. Nytt Magasin for Naturvidenskapene,, vol.  50,‎ 1912, p. 121-128 (lire en ligne)